# Etalemahu Kidane
Etalemahu Kidane (ur. 14 lutego 1983 w Arssi) – etiopska lekkoatletka, specjalistka od długich dystansów.

## Osiągnięcia
- brązowy medal Mistrzostw Świata Juniorów (bieg na 3000 m, Santiago 2000)
- złoto mistrzostw Afryki (bieg na 5000 m, Brazzaville 2004)

## Rekordy życiowe
- Bieg na 5000 metrów - 15:04,34 (2004)
- Bieg na 10 000 metrów – 31:33,49 (2007)
- Półmaraton – 1:10:48 (2012)
- Maraton – 2:25:49 (2012)